# 東京都庭園美術館
東京都庭園美術館（とうきょうと ていえん びじゅつかん）は、東京都港区白金台にある都立美術館である。旧朝香宮邸（きゅうあさかのみやてい）とも呼ばれる。

## 沿革
| 朝香宮鳩彦王 |  | 朝香宮鳩彦王 |
| 朝香宮鳩彦王 |  |              |

武蔵野の面影を残す国立自然教育園に隣接した同館の敷地および建物は、香淳皇后の叔父にあたる朝香宮鳩彦王がパリ遊学後2年をかけて建設し、1947年の皇籍離脱まで暮らした邸宅だった。この土地は白金御料地と呼ばれ、近世には高松藩松平家の下屋敷があった。明治期には陸軍の火薬庫が一時置かれ、後に皇室財産となった。1921年、この土地１万坪が、明治天皇の第8皇女であった允子（朝香宮鳩彦王の妻）に下賜された。
宮邸は朝香宮一家が退去した後、吉田茂によって外務大臣公邸（ただし、外相は総理の吉田が兼務していたので実質的には総理大臣仮公邸）として、1947年から1950年にかけて使用された。1950年には西武鉄道に700万円で払い下げられ、1955年4月に白金プリンス迎賓館として開業し、国賓・公賓来日の際の迎賓館として1974年まで使用された。1971年にホテル建設計画が発表されたが反対運動が起こり、1974年5月からプリンスホテルの本社として使用された後、1981年12月に139億円で東京都に売却され、1983年（昭和58年）に都立美術館の一つとして一般公開される。
2011年より改修工事のため長期休館を経てリニューアルし、2014年11月22日より一部再開。2018年3月21日、西洋庭園やレストランも含めて全面開館した。

## 施設概要
200mほどの誘導路の先に邸がある。

### 本館

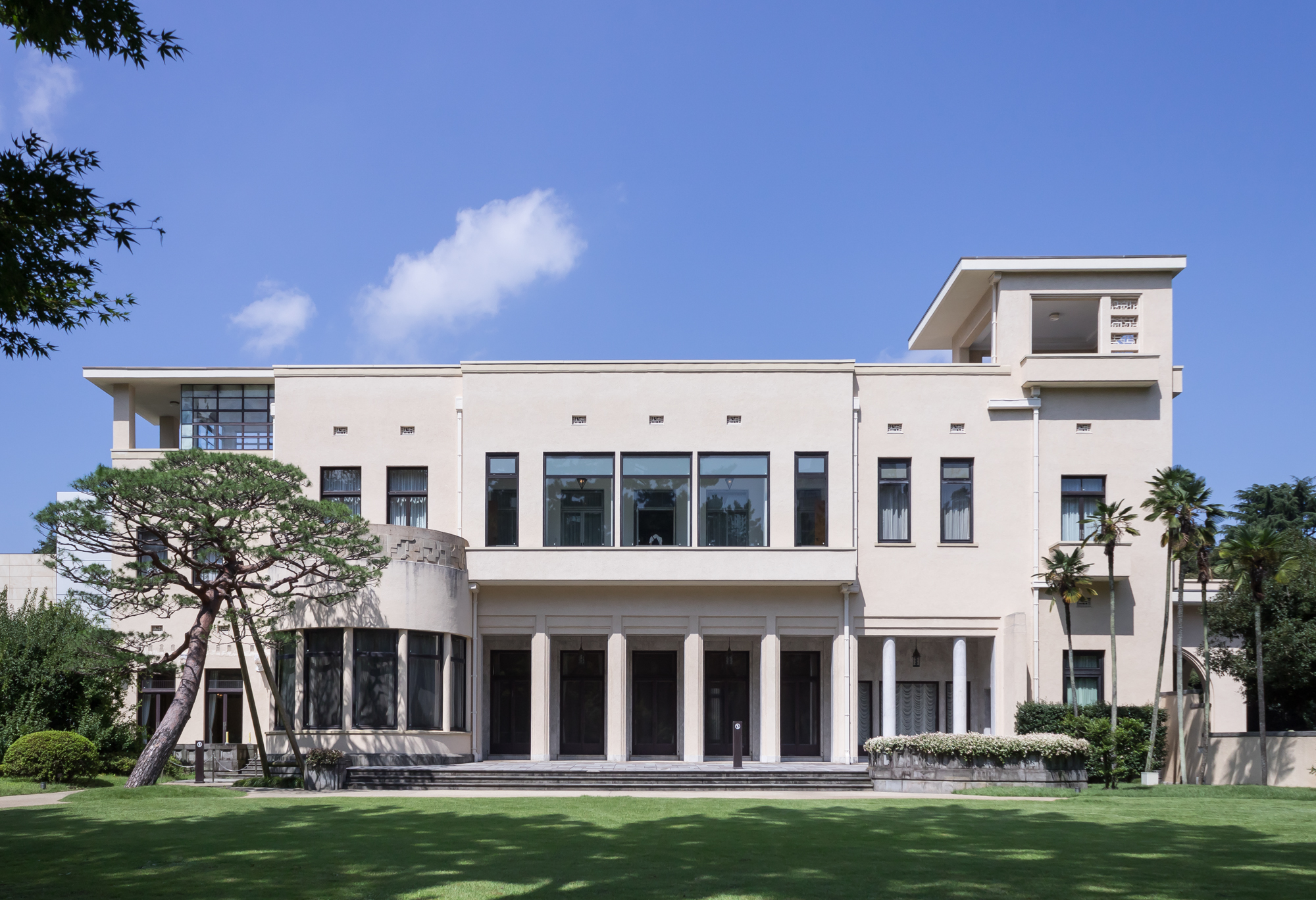
庭園より

旧朝香宮邸である。鉄筋コンクリート造2階建て（一部3階建て）、地下1階で1929年（昭和4年）頃から建築準備に取り掛かり1933年（昭和8年）5月に完成。施工は戸田組（現：戸田建設）。外観は、玄関ポーチの狛犬以外ほとんど装飾がみられないが、内装には当時流行のアール・デコ様式の粋を尽くした瀟洒な建物である。アール・デコ様式の個人住宅は世界中に存在するが、旧朝香宮邸はその中でも質が高く、保全状態が良い。1993年に東京都の有形文化財に指定され、2015年に国の重要文化財に指定された。 建築設計は宮内省内匠寮（担当技師は権藤要吉）であるが、主要な室の内装基本設計は朝香宮夫妻の要望によりフランスのインテリアデザイナー、アンリ・ラパンが担当している。ラパンもラリックも日本に来ることなく、やり取りの文書や設計図は全て船便で行われている。また正面玄関にある女神像のガラスレリーフや大客室のシャンデリアなどはフランスの宝飾デザイナーでガラス工芸家でもあったルネ・ラリックの作品である。
軍事研究のため欧州に留学していた朝香宮鳩彦王は、1923年、パリ郊外で自動車事故に遭って重傷を負った。看病のため允子妃が急遽渡仏し、夫妻はフランスに長期滞在を余儀なくされた。そうした中、夫妻は1925年にパリ万国博覧会（通称アール・デコ博覧会）を見学し、前述のラパンやラリックの作品に接して感銘を受けた。このことが帰国後に夫妻が「アールデコの館」と称されるこの邸宅を建てるきっかけとなった。19世紀末から20世紀初頭にかけて、欧州で流行したアール・ヌーヴォー様式（有機的形態と曲線文様を特色とする）に対し、大量生産と工業化の時代に対応した、従来の伝統にとらわれない新しいデザインを目指したものがアール・デコであった。朝香宮邸では、壁面のデザイン、照明器具、扉を装飾するエッチング・ガラス、ラジエーターのグリルなど、至るところにアール・デコのデザインが見られる。允子妃はフランス語に堪能で自身で建築用語を辞書で見ながらフランス側と手紙でやり取りすることもあったという。なお、允子妃は宮邸竣工後、半年足らずの1933年11月に他界している。
入口の奥まった正面玄関前は淡彩色のモザイク床。1階には玄関、大広間、大理石を砕いて朱に色付けしプラチナ箔を練り込んだ人造大理石の壁の次室（つぎのま）、小客室、大客室、大食堂などの接客用スペースが配され、2階は殿下書斎、殿下居間、殿下寝室、妃殿下居間、妃殿下寝室、姫宮居間、姫宮寝室、若宮居間、若宮寝室、若宮合の間、北の間など、宮家の私室が配されている。屋上の一部には3階を設け、白黒の市松模様を壁の一部と床に配した「ウィンターガーデン」（温室）がある。通常の展示では、建物全体の半分ほどが展示室として公開されている。ラパンが基本設計を担当したのは1階の大広間、次室、小客室、大客室、大食堂、2階の殿下書斎、殿下居間の計7室である。近代日本の上層階級（宮家、旧藩主、政治家、実業家など）の邸宅は、同じ敷地に洋館と和館を建て、前者を表向きの接客空間、後者を内向きの日常生活空間、と使い分ける例が多かった。一方、昭和初期に建てられたこの朝香宮邸は、同じ建物の中で1階を接客空間、2階を日常生活空間としている点、私室もすべて洋間としている点が特色である。
壁紙は取り寄せた見本帳から、允子妃が家族に好みのものを選ばせ、例えば姫宮居間にはスイスのザルブラ社のテッコーという光加減によって変化するメタリックな壁紙が使われている。暖房機のカバーの幾つかは允子妃自身がデザインしている。
ラパンの基本設計になる大広間は、壁面にウォールナット材を用いた重厚なインテリアであるが、天井の照明は直線と円を組み合わせた幾何学的なデザインのものである。この照明は格天井風の枠で天井を40の区画に区切り、それぞれの区画に半球形の窪みを設け、そこに白熱灯を取り付けたものである。その隣の大客室は、そこから庭を眺められ、また、壁画、扉パネル、シャンデリアなど、さまざまな部分にフランスのアーティストの作品が使用されている。朝香宮邸の装飾を担当したアーティストとその作品は以下のとおりである。海外からの作品はフランスから海路日本へ運ばれたものであった。
- アンリ・ラパン - 小客室の壁画、大客室の壁羽目板上の壁画、大食堂マントルピース上の壁画（以上油絵）、次室の室内噴水器である「香水塔」のデザイン（製作はフランス国立セーヴル陶磁器製造所。その後、壊れていたが2014年佐野千恵子により修復。）
- ルネ・ラリック - 玄関の朝香宮家特注の4枚の女神像ガラスレリーフ扉、大客室のシャンデリア『ブカレスト』、大食堂の天井照明器具のガラス板（パイナップルとザクロのデザイン）
- イヴァン＝レオン・ブランショ - 大広間表階段右手の大理石レリーフ『戯れる子供たち』、大食堂壁面の銀灰色レリーフ
- レーモン・シューブ - 大客室扉上タンパンの鉄製装飾
- マックス・アングラン - 大客室扉パネルのエッチング・ガラス装飾
- 水谷 正雄 - 宮内省内匠寮技手。約40種類あるとされ場所毎に異なる照明器具のデザインのほとんどを手掛けたとされる

- 当館屋上のウィンターガーデン（温室）
- 姫宮寝室の前、階段に続く場所にあるステンドグラス製の照明
- 朝香宮一家の日常の食事に使用された小食堂
- 大食堂にある、ルネ・ラリックの照明器具
- 大食堂にある、ルネ・ラリックの照明器具
- ペンギンを模したデンマーク・ロイヤルコペンハーゲンの陶器の置物[19]
- 大食堂
- 次室（つぎのま）にある、白磁製の「香水塔」[注釈 1]

### 新館（管理棟）
1963年（昭和38年）に迎賓館として鉄筋コンクリート造4階建ての新館が建設され、2008年まで講演会やコンサートなどに使用されていた。2009年に耐震診断を行った際に「耐震性に問題がある」と指摘されたため閉鎖された。本館改修工事にあわせて2012年1月より解体され、新たに鉄骨造2階建ての管理棟が建設された。改修工事前に本館1階にあった美術館事務所は管理棟2階へ移転し、本館の公開スペースが拡大された。かつての新館には当美術館開館前の1983年9月より東京都歴史文化財団が事務所を置いていたが2009年に江戸東京博物館内へ移転している。
本館の改修工事と、それに付属した旧新館を、管理諸室などを納めた新館として建替えた整備が、2015年度グッドデザイン賞受賞。

### 茶室など
日本庭園内に茶室「光華（こうか）」がある。木造瓦葺平屋建てで1938年（昭和13年）完成。他に倉庫と自動車庫があるが、それらは本館と同時に建設された。

### 庭園
庭園は、芝生広場、日本庭園、西洋庭園の3つのエリアで構成されており、季節ごとにさまざまな花を楽しむことができる。本館等の施設に入館せず庭園のみの入場も可能である。1964年6月1日に「マーブルプール」という名称の大理石で作られた円形のプールが庭園に作られ一般向けに有料で公開され、白金プリンス迎賓館が営業を停止されるまで使用された。その後、プールは埋め立てられたが、プールの縁の大理石は残されている。

### 展示内容
朝香宮家由来の建物と家具や内部装飾そのものが芸術品であるため、「美術館」と銘打ってはいるものの所蔵品による常設展示はなく、企画展示が年に5 - 6回行われている。朝香宮邸やアール・デコ様式との関連を有する資料を中心に収集事業を行っており、コレクションの一部を展示する企画展を開催することもある。また、年に1度の「建物公開」のときは、館内撮影も可能（日時・期間は年によって変動）。

## 指定文化財

### 重要文化財（国指定）
- 旧朝香宮邸 4棟1基[8]2015年指定
  - 本館 附：供待所、内庭境門及び塀
  - 茶室
  - 倉庫
  - 自動車庫 洗場附属
  - 正門 東西脇門及び鉄製扉付、東西袖塀附属
  - 附：門衛所
  - 宅地30,915.95m2（池、鉄筋コンクリート塀を含む）

- 本館
- 庭園側の外観
（2008年1月撮影）
- 大食堂
- 大客室
- 妃殿下居間
- 浴室
- 庭園
- 正門
- 倉庫
- 自動車庫
- 茶室
- 茶室内部（広間）

## 利用情報
- 休館日 - 毎週月曜日（祝日の場合はその翌日）[25]・年末年始・特別整理期間等
- 開館時間 - 概ね午前10時 - 午後6時（入館は午後5時30分まで）
- 入館料 - 展示内容により変動
  - 庭園のみの場合は、一般 200円、大学生（短大・専門学校生を含む）160円、中高生・65歳以上 100円、小学生以下および都内在住在学の中学生は無料、他。

## 交通アクセス
- JR山手線目黒駅 徒歩10分
- 東京メトロ南北線・都営三田線白金台駅 徒歩5分